# Albert Gallatin
Abraham Alfonse Albert Gallatin (29 tháng 1 năm 1761 - 12 tháng 8 năm 1849) là nhà chính trị, nhà ngoại giao, nhà ngôn ngữ học và là nhà dân tộc học nổi tiếng người Thụy Sĩ-Hoa Kỳ. Ông là một lãnh đạo quan trọng của Đảng Dân chủ-Cộng hòa. Ông đại diện cho bang Pennsylvainia trong Hạ viện và Thượng viện Hoa Kỳ trước khi trở thành Bộ trưởng Tài chính tại vị lâu nhất trong lịch sử và làm việc như một nhà ngoại giao cao cấp.
Ông sinh ra tại Genève, Thụy Sĩ và di cư tới Hoa Kỳ trong những năm 1780 định cư ở Tây Pennsylvania. Ông từng là đại biểu cho hội nghị hiến pháp Pennsylvania 1789 và đắc cử tại Đại hội đồng Pennsylvania. Ông chính là đối thủ về chính sách kinh tế của Alexander Hamilton và ông đã được bầu vào Thượng viện Hoa Kỳ năm 1793. Tuy nhiên, ông bị tẩy chay trong một cuộc bầu cử theo đảng phái sau sự phản đối của các đối thủ của ông. Quay trở lại Pennsylvania, Gallatin đã giúp những người nông dân bình tĩnh lại trong cuộc nổi loạn Whiskey.
Trở lại Quốc hội năm 1795 sau khi thắng cử tại Hạ viện, ông trở thành người phát ngôn chính về các vấn đề tài chính cho Đảng Dân chủ-Cộng hòa và dẫn đầu trong việc phản đối chương trình kinh tế của đảng Liên bang.